# Xue Mili
Xue Mili (chinesisch 雪米莉) ist ein Pseudonym, unter dem eine Gruppe von chinesischen Schriftstellern Ende der 1980er Jahre Unterhaltungsliteratur veröffentlichte.

## Erste Veröffentlichungen
Unter dem Pseudonym Xue Mili wurde erstmals 1987 vom Pekinger Verlag Huaxia chubanshe ein Werk publiziert. Der Abenteuerroman Female Courier (Originaltitel: 女带家,  Nü daijia) um zwei junge Frauen aus Hongkong, die als Drogenschmugglerinnen und Agentinnen tätig waren, war ein großer kommerzieller Erfolg. Innerhalb weniger Monate erschienen eine Reihe weiterer Romane unter diesem Pseudonym. Leser gingen davon aus, dass es sich auf Grund des Inhalts der Geschichten, dem Hinweis „aus Hongkong“ auf dem Cover und dem Frauennamen Mili um eine Autorin aus Hongkong handeln müsse. Erst im März 1989 wurde bekannt, dass Xue Mili ein Pseudonym war, hinter dem sich nicht eine einzelne Autorin, sondern eine ganze Gruppe von jungen, männlichen Autoren um Tian Yanning und Tan Li aus Sichuan verbarg, die in Arbeitsteilung die Werke verfasst hatten.

## Bekanntwerden der Identität der Autoren
In einem 1990 erschienenen Interview gaben die als Xue Mili bekannt gewordenen Autoren an, dass sie das Pseudonym als Reaktion auf die Vorlieben des chinesischen Buchmarktes gewählt hatten. Da sich nach dem Ende der Kulturrevolution Literatur aus Europa, Amerika, Taiwan und Hongkong besonders gut verkaufte, hatten sie sich für die Angabe „aus Hongkong“ entschieden, und der Erfolg hatte ihnen Recht gegeben. Sie beriefen sich zudem darauf, dass auch bekannte chinesische Schriftsteller wie Lu Xun immer wieder unter wechselnden Pseudonymen publiziert hatten, wenn dies dem Verkauf ihrer Schriften nützte.

## Öffentliche Debatte
Das Bekanntwerden der Identität der Autoren hinter dem Pseudonym Xue Mili löste nicht nur aufgrund der großen Popularität der Romane ein breites gesellschaftliches Echo aus, es hielt auch der Entwicklung des chinesischen Buchmarktes den Spiegel vor: Warum verkauften sich ausländische Autoren besser als etablierte Schriftsteller der Volksrepublik? Und warum schämten sich etablierte Autoren, Unterhaltungsliteratur unter ihrem Namen zu veröffentlichen? Der Skandal um Xue Mili warf ein Schlaglicht auf die Auswirkungen der wirtschaftlichen Reformen unter Deng Xiaoping auf den chinesischen Büchermarkt und auf die zunehmend prekäre Lage von Schriftstellern. Der Science-Fiction-Autor Han Song hob rückblickend auch eine positive Wirkung der Xue-Mili-Bände hervor: Deren Erfolg habe unter anderem Science-Fiction-Autoren ermutigt, Literatur zu veröffentlichen, die weder politische noch erzieherische Ziele verfolge, sondern der reinen Unterhaltung diene.